# Subinermexocentrus allardi
Subinermexocentrus allardi là một loài bọ cánh cứng trong họ Cerambycidae.